# Eastport (Maine)
Eastport és una ciutat del Comtat de Washington (Maine) als Estats Units d'Amèrica.

## Demografia
Segons el cens dels Estats Units del 2000 tenia 1.640 habitants, 750 habitatges, i 444 famílies. La densitat de població era de 173 habitants/km².
Dels 750 habitatges en un 22,1% hi vivien nens de menys de 18 anys, en un 43,1% hi vivien parelles casades, en un 12% dones solteres, i en un 40,7% no eren unitats familiars. En el 32,7% dels habitatges hi vivien persones soles el 14,3% de les quals corresponia a persones de 65 anys o més que vivien soles. El nombre mitjà de persones vivint en cada habitatge era de 2,14 i el nombre mitjà de persones que vivien en cada família era de 2,69.
Per edats la població es repartia de la següent manera: un 18,7% tenia menys de 18 anys, un 7,9% entre 18 i 24, un 23,5% entre 25 i 44, un 28,5% de 45 a 60 i un 21,5% 65 anys o més.
L'edat mediana era de 45 anys. Per cada 100 dones de 18 o més anys hi havia 90 homes.
La renda mediana per habitatge era de 23.488 $ i la renda mediana per família de 31.328 $. Els homes tenien una renda mediana de 22.875 $ mentre que les dones 17.917 $. La renda per capita de la població era de 14.864 $. Entorn de l'11,2% de les famílies i el 17,2% de la població estaven per davall del llindar de pobresa.

## Poblacions properes
El següent diagrama mostra les poblacions més properes.